# 45 Pułk Piechoty (austro-węgierski)

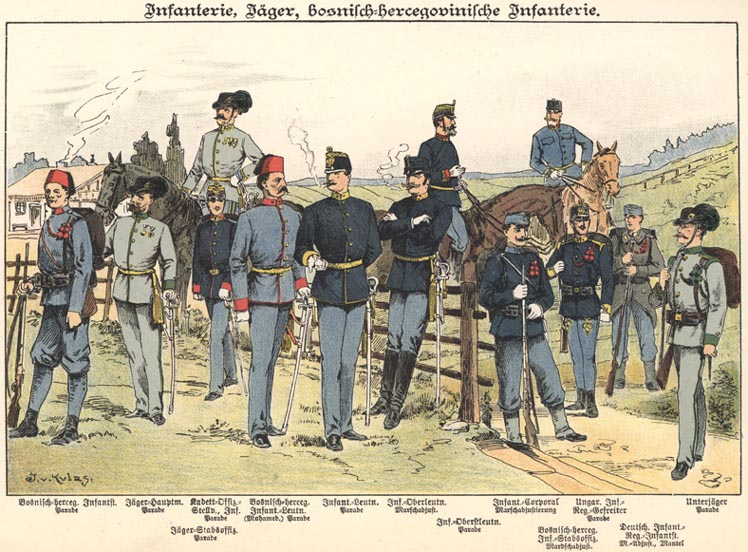
Umundurowanie jednostek c.k. piechoty, 1898

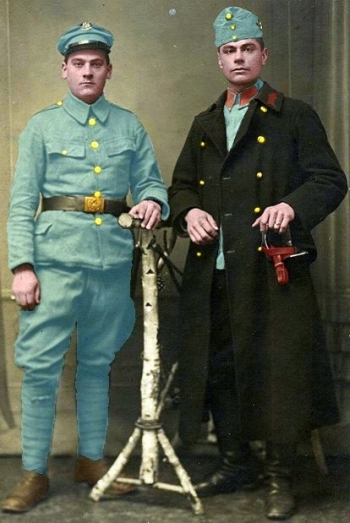
Polski Legionista i żołnierz 45 pp (1914-1915)

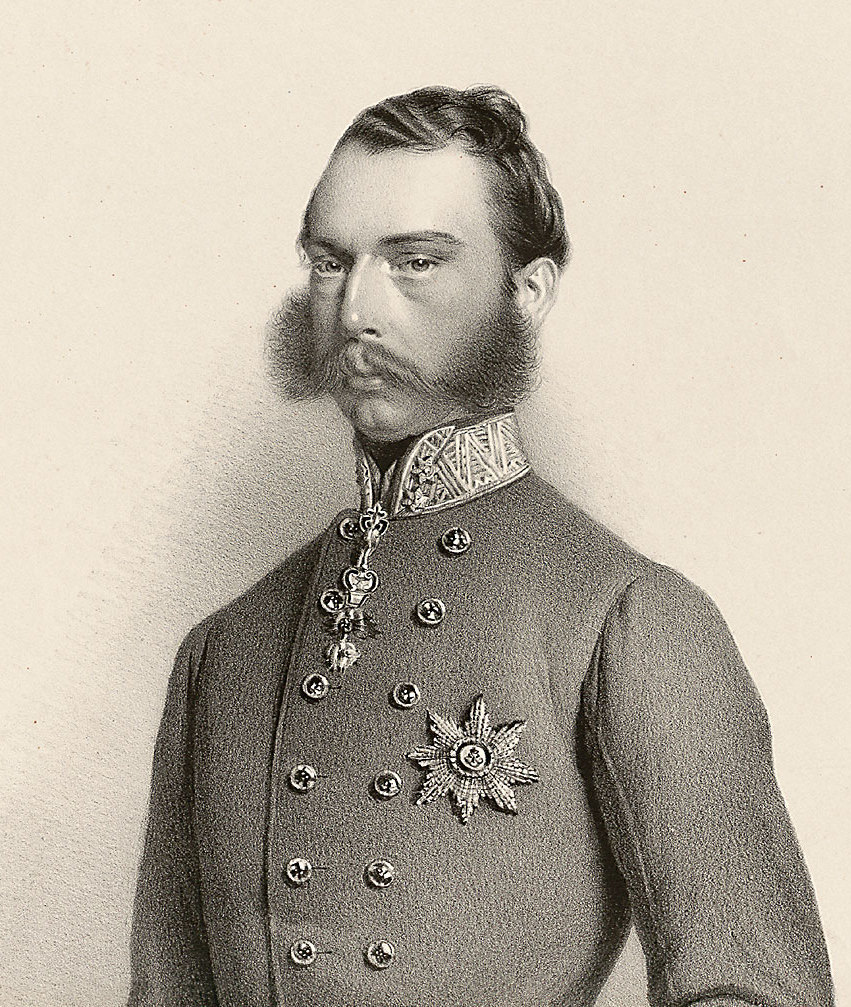
FML arcyksiążę Zygmunt Leopold Habsburg

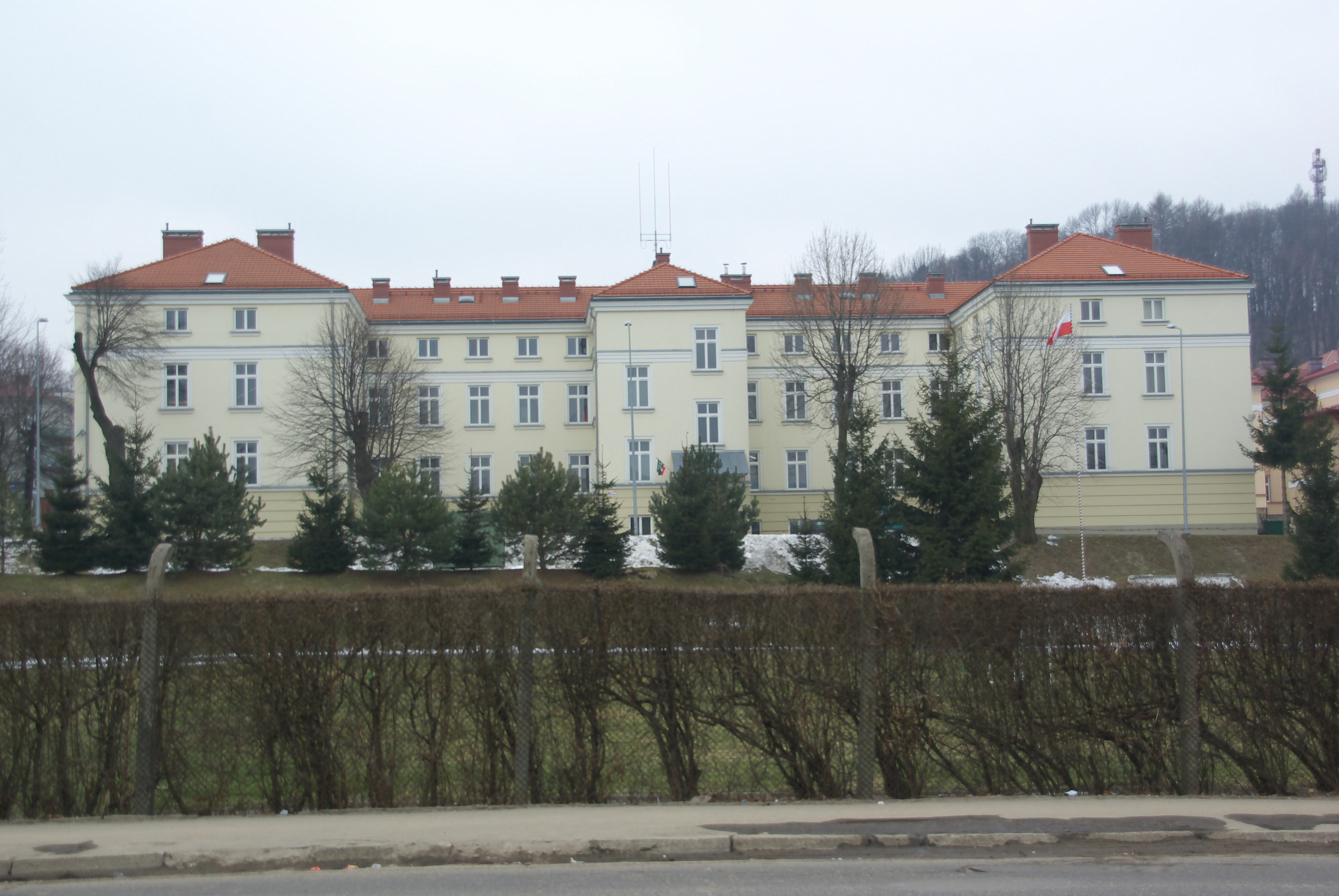
Koszary 2.psp, przed rokiem 1914 koszary 45 Galicyjskiego Regimentu Piechoty, do 1919 3. bss, do 1991 oddziału WOP, obecnie siedziba Placówki Straży Granicznej w Sanoku

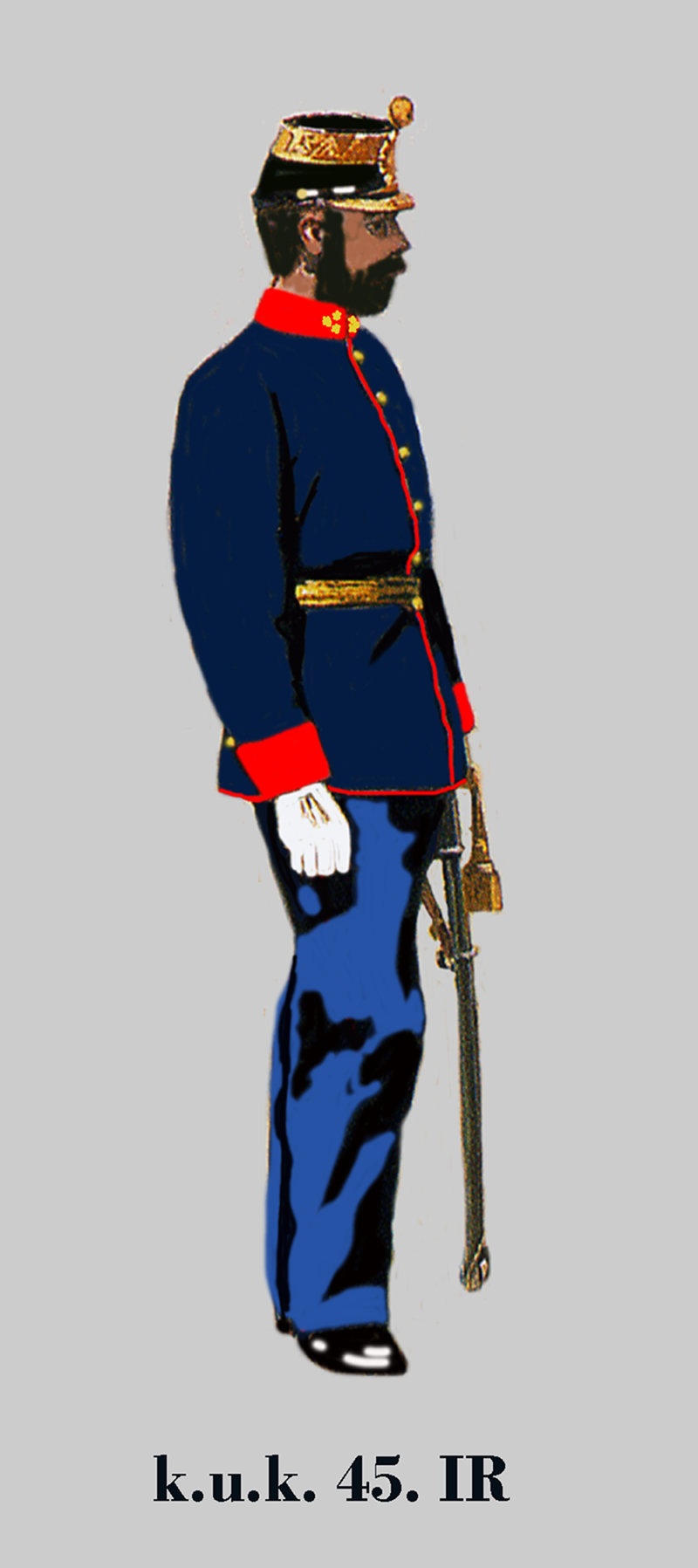
Kapitan IR 45 w mundurze paradnym

Galicyjski Pułk Piechoty Nr 45 (IR. 45) – pułk piechoty cesarskiej i królewskiej Armii.

## Historia
Jednostka została utworzona w 1816. W Sanoku stacjonowała rezerwowa komenda puku (w połowie 1882 obchodzono jubileusz 200-lecia istnienia pułku).
W 1914 pułk wchodził w skład 47 Brygady Piechoty w 24. Dywizji Piechoty X. Korpusu Armijnego, a II batalion – 12 Brygady Górskiej w 48 DP XVI. Korpusu. Sztab regimentu stacjonował w Przemyślu. Rejon rekrutacji znajdował się w Sanoku. Budynki koszar znajdowały się przy obecnej ulicy Adama Mickiewicza.
Skład narodowościowy jednostki 46% Polaków – 47% Rusinów – 7% pozostali. Święto pułkowe obchodzono corocznie 6 maja w dniu św. Łucji. Regiment nosił guziki w kolorze żółtym oraz szkarłatne (niem. scharlachrot) wyłogi. Językiem dowodzenia był niemiecki.
Zgodnie z planami Ministerstwa Obrony Austro-Węgier Sanok stanowił zaplecze mobilizacyjne dla X. korpusu przemyskiego. Na wypadek wojny z Sanoka miała nadejść odsiecz dla broniącego się Przemyśla. Sanok zaznaczono też na mapie administracji Armii jako komendę Pułku Landwehry (Obrony Krajowej) oraz komendy rekrutacji dla powiatów: sanockiego, leskiego, brzozowskiego.
W 1911 w Sanoku na Błoniach odbyły się manewry z udziałem 6 tys. żołnierzy należących do korpusu lwowskiego.
Obiekty koszar i aprowizacji umieszczone były początkowo na obszarze Posady Olchowskiej i Wójtostwa. Budynki po byłych koszarach stoją obecnie przy ulicy Adama Mickiewicza (koszary czwartego i piątego batalionu) i ulicy Jana III Sobieskiego (koszary 57. batalionu Landwehry – obecny budynek szkoły). Od lutego do listopada 1918 sanockie koszary były miejscem stacjonowania oddziałów węgierskich, a następnie 54 pułk piechoty czeskiej.
W latach 1914–1915 na linii Gorlice-Przemyśl. 23 grudnia 1914 roku od rana Rosjanie ustawili nad stacją kolejową w Zarszynie, 12 dział, dodatkowo 4 działa przy moście kolejowym na Pielnicy i przez cały dzień prowadzili gęsty ogień artyleryjski na miejscowości Odrzechowa i Pastwiska. Wieczorem bój ustał, a rano, dokładnie w wigilię Bożego Narodzenia 1914 słychać było nieustanne warczenie karabinów maszynowych na pierwszym łańcuchu górskim. Wypływał z tego wniosek, że piechota rosyjska starła się z piechotą austriacką, złożoną z pułków polskich 10 i 45 pułku piechoty, rekrutowanych z powiatów Brzozów, Sanok i Lesko. Żołnierzy tych zachęcano do natarcia obietnicą, że jeżeli się mężnie spiszą, to święta spędzą w rodzinnych domach”. 2 maja 1915 wieczorem, gdyśmy wrócili z nieszporów majowych, doszedł nas z zachodu donośny i nieustający grzmot dział. Zaczęła się ofensywa niemiecko-austriacka pod Gorlicami, o czym wtedy naturalnie nie wiedzieliśmy. Na linii Wisłoka bitwa trwała od 8 do 10 maja 1915. W nocy z 9 na 10 maja pułki bośniackie usiłowały kilkakrotnie sforsować Wisłok w Besku, w miejscu gdzie rzeka płynie głębokim jarem. Rosjanie bronili się zawzięcie, za każdym razem wstrzymując natarcie. [...] Ponieważ Wisłok pod Beskiem okazał się przeszkodą nie do sforsowania, piechota bawarska 11 dywizji uderzyła przez Wzdów na pola jaćmiersko-góreckie, gdzie szturmem na bagnety przełamała pozycje rosyjskie, a straż tylna obsadziła pozycje wzdłuż drogi Zarszyn-Odrzechowa. [...] Przez Zarszyn w kierunku Sanoka maszerowały w tym czasie pułki polskie w służbie austriackiej, a więc 10 i 45 pp, czyli te same regimenty, którym nie dane było zejść z gór w dolinę na święta Bożego Narodzenia. Od lutego do listopada 1918 pułk walczył na froncie włoskim.
W listopadzie 1917 w prasie austriackiej szeroko opisywano rzekomo nieludzkie traktowanie niemieckich żołnierzy pochodzących z Dolnej Austrii, którzy zostali przeniesieni w liczbie około 400 z 84 pułku piechoty do 45 pułku piechoty w Przemyślu, a w szczególności relacjonowano wypadki w szeregach stacjonującego w Siedmiogrodzie batalionu marszowego, gdzie dowódca kompanii por. Polityński miał wielokrotnie policzkować niemieckich żołnierzy.

## Dyslokacje
Rejony dyslokacji jednostki:
| - Sztab - 1914: Przemyśl - 1909: Przemyśl - 1904: Przemyśl |  | - I. Bat. - 1914: Przemyśl - 1909: Przemyśl - 1904: Przemyśl |  | - II. Bat. - 1914: Travnik (wcześniej Maglaj) - 1909: Jajce - 1904: Przemyśl |  | - III. Bat. - 1914: Sanok - 1909: Sanok - 1904: Sanok |  | - IV. Bat. - 1914: Przemyśl - 1909: Przemyśl - 1904: Przemyśl |

W skład oddziałów rozlokowanych w Sanoku wchodziły bataliony 4. i 5. oraz 57. batalion Landwehry (Obrony Krajowej).

## Szefowie
Kolejnymi szefami pułku byli:
- FML arcyksiążę Sigismund von Österreich(inne języki) (1826 –†15 XII 1891),
- książę Fryderyk August Herzog zu Sachsen (1892 – 1904)
- arcyksiążę Józef Ferdynand (od 1905[8]).

## Żołnierze
Komendanci pułku
- płk Karl Veyder von Malberg (1816)
- płk Gustav Depaix (1859 – 1863)
- płk Carl von Ripper (1863 – 1866)
- płk August Frantzl von Franzensburg (1876 – 1879)
- płk Julius Gerstenkorn (1879 – 1881 → stan spoczynku)
- płk Carl von Reimann (1881 – 1882 → komendant 3 Brygady Piechoty)
- płk Paul Bernnart (1882 – 1885 → komendant 31 Brygady Piechoty)
- płk Rudolph von Friess (1885 – 1890 → komendant 57 Brygady Piechoty)
- płk Joseph Hugelmann (1890 – 1894 → komendant Brygady Piechoty Obrony Krajowej Innsbruck)
- płk Alphons Dragoni von Rabenhorst (1894 – 1900 → komendant 71 Brygady Piechoty)
- płk Alfred Hausenblas (1900 – 1904 → komendant 3 Brygady Piechoty)
- płk Norbert Knopp von Kirchwald (1905 – 1907 → komendant 48 Brygady Piechoty)
- płk Rudolf Králiček (1907 – 1910 → komendant 65 Brygady Piechoty)
- płk Leonard Petelenz (1910 – 1913 → stan spoczynku)
- płk Franz Ullsperger (1913 – 1918[9][10][11][12][13])

Oficerowie i żołnierze
- płk Paweł Bernard (nadetatowy)
- kpt. Stefan Błocki
- Tadeusz Brudnik
- por. Adam Dembicki von Wrocień
- chor. Janusz Dukiet
- Jan Ergietowski
- ppłk Władysław Gniewosz
- Piotr Guziorski
- por. pd SG Euzebiusz Hauser (nadetatowy)
- chor. Ryszard Hesse
- ppor. rez. Jan Kosina
- ppor. rez. Stanisław Kosina
- ppor. rez. Szymon Kocur
- płk Franciszek Krajowski
- ppor. Fryderyk Krasicki
- chor. rez. Stanisław Kudelski
- chor. Feliks Langenfeld
- ppor. rez. Wojciech Lorencowicz
- por. Alois Lukavský (1899–1911)
- kpt. Kazimierz Ładoś
- ppor. rez. Walerian Mercik
- Tadeusz Ochęduszko
- ppor. rez. Jerzy Pajączkowski
- por. Aureliusz Passelli
- Edward Pisula
- por. Bronisław Polityński
- por. Bronisław Sapecki
- Tomasz Silarski
- szer. Jan Szczepanik (od X 1900, określony wtedy jako najsłynniejszy rekrut armii austro-węgierskiej)[14][15]
- ppor. rez. Wojciech Ślączka
- Franciszek Wanic
- ppor. Juliusz Zaleski
- chor. Władysław Józef Zaleski
- ppor. Władysław Żarski
- lekarz sztabowy Stanisław Gilewicz
- lekarz I klasy Bronisław Obfidowicz

## Marsze pułkowe
- „Regiments Abschieds Marsch”
- „Sigmunds Kriegersklänge Marsch” nach Rameis („45er Kriegerklänge Marsch”) jej autorem był Wenceslas Hugo Zavertal (Zavrtal) 1821–1899 w latach 1855–1859, członek kapeli 59 pp i 45 pp, od 1859 wstąpił do 4 pułku włoskich grenadierów.
- „Santa Lucia Marsch”, z włoskimi motywami
- „Oberst Petelenz Marsch, 1912
- „Oberst Ullsberger Marsch”[16]